# Jane Ising
Johanna „Jane“ Ising (* als Johanna [Hannchen] Ehmer am 2. Februar 1902 in Berlin; † 2. Februar 2012 in Matteson, Illinois) war eine deutsch-amerikanische Wirtschaftswissenschaftlerin.

## Leben
Ising studierte Wirtschaftswissenschaften an der Friedrich-Wilhelms-Universität Berlin und wurde 1926 mit einer Arbeit über „Das Problem der Arbeitslosigkeit in England nach 1920“ promoviert. Am 23. Dezember 1930 ehelichte sie den Physiker Ernst Ising; sie wohnten in Caputh neben der bekannten Sommerresidenz der Familie Einstein. 1938 wurde die jüdische Internatsschule in Caputh, an der Johanna und Ernst Ising als Lehrer tätig waren, von Nationalsozialisten verwüstet; 1939 emigrierten die Isings nach Luxemburg. Nach der Besetzung Luxemburgs durch die deutsche Wehrmacht wurde Ernst Ising zu Zwangsarbeit in der Armee verpflichtet. 1939 wurde sie in Luxemburg Mutter des gemeinsamen Sohnes Tom. 1947 emigrierten sie in die Vereinigten Staaten und wurden 1949 in Peoria (Illinois) ansässig, wo das Ehepaar Ising an der Bradley University unterrichtete.
Jane Ising verstarb in den frühen Morgenstunden ihres 110. Geburtstages.